# Distretto di Thoubal
Il distretto di Thoubal è un distretto dello stato del Manipur, in India. Il suo capoluogo è Thoubal.